# Грин, Адольф
Адольф Грин (англ. Adolph Green; 2 декабря 1914, Бронкс, Нью-Йорк — 23 октября 2002, Нью-Йорк, Нью-Йорк) — американский поэт-песенник и драматург, который в соавторстве Бетти Комден написал сценарии и песни множества мюзиклов, включая «Увольнение в город», «Поющие под дождём» и «Театральный фургон». Дважды номинант на премию «Оскар», обладатель четырёх премий «Тони». В 1980 году включён в Зал славы авторов песен.